# باشگاه فوتبال عشق‌آباد
باشگاه فوتبال عشق‌آباد (انگلیسی: FC Aşgabat) یک باشگاه حرفه‌ای فوتبال در ترکمنستان است که در عشق‌آباد قرار دارد. این باشگاه در لیگ عالی ترکمنستان، بالاترین سطح مسابقات فوتبال ترکمنستان حضور دارد. ورزشگاه خانگی آنها، ورزشگاه نسا است. باشگاه در سال ۲۰۰۶ تأسیس گردید و در اولین سال حضور خود به سرمربی‌گری علی قربانی به رتبه سوم دست یافت، هر چند علی قربانی در میانه مسابقات بعد از شکست خانگی در برابر تیم توران از مقام خود کناره‌گیری کرد. بعد از اینکه رحیم قربان‌ مامدوف به سرمربی گری رسید، این باشگاه در سال ۲۰۰۷، اولین مقام قهرمانی خود را کسب کرد.